# 2 cm FlaK 30/38/Flakvierling
O FlaK 30 (Flugabwehrkanone 30) e sua atualização, o FlaK 38, foram dois canhões antiaéreos de 20mm usados pelas Forças Armadas da Alemanha Nazista durante a Segunda Guerra Mundial. Era a principal arma de defesa antiaérea usada pelos alemães e foi produzido em uma variedade de modelos, sendo a mais famosa a Flakvierling 38 que combinava quatro FlaK 38s em uma única arma.
2 cm Flakvierling 38
Mesmo quando o FlaK 30 entrou em serviço, a Luftwaffe e o Exército tinham dúvidas sobre sua eficiência, dada a velocidade cada vez maior em baixas altitudes dos caça-bombardeiros. O Exército acreditava que a solução estaria em fabricar armas de calibre 37 mm que eles já vinham desenvolvendo desde a década de 1920, com o raio de disparo similar ao do FlaK 38 mas disparava um projétil com um volume quase oito vezes maior. Isso não só fazia o projétil atingir o alvo com mais eficiência ou de forma mais destrutiva, mas acabava permitindo que a bala se movesse a distâncias maiores.
As armas de 20 mm sempre foram uma espécie de medida provisória, com atualizações frequentes sendo feitas apenas para mante-las úteis. Foi de fato uma surpresa quando a Rheinmetall conseguiu inovar e desenvolver a 2 cm Flakvierling 38, que tornou este modelo de artilharia aérea competitiva de novo, com modelos cada vez mais letais.